# Agence nationale de promotion de la recherche scientifique
 (septembre 2018).
L'Agence nationale de la promotion de la recherche scientifique ou ANPR est une agence gouvernementale tunisienne créée par la loi no 2008-60 du 4 août 2008 sous la dénomination d'Agence nationale de la promotion de la recherche et de l’innovation jusqu'en 2010, lorsque son appellation est modifiée par la loi no 2010-42 du 26 juillet 2010.

## Missions
Elle a le statut d’un établissement public à caractère scientifique et technologique doté de la personnalité morale et de l’autonomie administrative et financière et placé sous la tutelle du ministère de l’Enseignement supérieur et de la Recherche scientifique.
Elle joue un rôle important d’interface et d’accompagnement dans la mise en œuvre du processus de valorisation et du transfert des résultats de la recherche.
Cet organisme national a pour mission principale d’offrir des services permettant de professionnaliser la gestion des activités de recherche scientifique dans le cadre d’un partenariat effectif et impartial avec les opérateurs socioéconomiques. L'agence a notamment pour mission d'assister les structures publiques de recherche dans les domaines de la valorisation de la recherche scientifique et d'accompagner l'émergence du système national d'innovation tunisien, suivant trois grandes lignes, :
- Soutien aux programmes et projets de recherche ;
- Soutien aux structures d'interfaçage ;
- Prestations de services pour faciliter le transfert dans le cadre du partenariat public-privé.

Cet établissement a aussi pour objectifs :
- la contribution à la mise en œuvre des programmes nationaux de recherche ;
- la création et le suivi des bureaux de valorisation et de transfert de technologie ;
- l'assistance aux structures publiques de recherche dans les domaines de la propriété intellectuelle, de la valorisation des résultats de la recherche et du transfert de technologie ;
- la contribution à la création et à l’animation des consortiums de recherche ;
- l'appui à l’exécution de la gestion financière des projets liés aux activités de recherche contractuelle ;
- l'offre de services d’intermédiation s’inscrivant dans le domaine de compétence de l’agence et impliquant les structures de recherche, les entreprises économiques et les partenaires étrangers dans le cadre de la coopération internationale ;
- la diffusion des programmes et des mécanismes liés à la valorisation des résultats de la recherche, au transfert de technologie ainsi qu’à la promotion de la culture de l’innovation technologique ;
- la contribution à l’exploitation des résultats de la veille scientifique et technologique ;
- la gestion financière des projets liés aux activités de recherche ;
- le préavis en vue de l’acquisition, la maintenance et l’exploitation des équipements scientifiques lourds.

## Programmes et partenariats

### Programmes nationaux

#### Ministère de l’Enseignement supérieur et de la Recherche scientifique
- Projets de valorisation des résultats de recherche ;
- Projets de recherche fédérée ;
- Mobilité des chercheurs ;
- Projet de modernisation de l’enseignement supérieur en soutien à l’employabilité ;
- Programme d'appui à la qualité-Pré-amorçage et essaimage scientifique[7],[8].

#### Ministère de l’Industrie et du Commerce
- Programme national de la recherche et de l’innovation ;
- Prime accordée au titre des investissements dans les activités de recherche et de développement[8].

#### Agence de promotion de l’industrie et de l’innovation
- Régime d’incitation à la créativité et à l’innovation[8].

### Programmes internationaux

#### Programmes intra-communautaires en 2014-2020
- Horizon 2020 ;
- Erasmus+[9].

#### Instrument européen de voisinage en 2014-2020
- Programme de coopération transfrontalière ;
- Programme d’appui à l'accord d’association[9].

### Coopérations à l'échelle nationale
- Agence de promotion de l'industrie et de l'innovation ;
- Institut national de la normalisation et de la propriété industrielle ;
- Institution de la recherche et de l'enseignement supérieur agricoles ;
- Centre international des technologies de l'environnement de Tunis ;
- Institut Pasteur de Tunis ;
- Universités ;
- Centres de recherche ;
- Wiki Start Up ;
- Association pour le développement de la recherche et de l'innovation[10].

### Coopérations à l'échelle internationale
- DLR Project Management Agency (Allemagne) ;
- Agence de coopération internationale du Japon ;
- KOICA ;
- Deutsche Gesellschaft für Internationale Zusammenarbeit ;
- Institut français de Tunis ;
- Organisation de coopération et de développement économiques ;
- Commission économique et sociale pour l'Asie occidentale ;
- Commercial Law Development Program (États-Unis)[10].